# Kroisbach (Pöllauer Safen)
Der Kroisbach ist ein rechtsufriger Zufluss der Pöllauer Safen im österreichischen Bundesland Steiermark. Er durchfließt die Schönauklamm und mündet nach knapp sieben Kilometern bei Schönaudorf in die Pöllauer Safen.

## Verlauf
Der Kroisbach entspringt gut 200 Höhenmeter unterhalb des Stubenberger Buchkogels an dessen Osthang auf dem Gebiet der ehemaligen Gemeinde Schönegg bei Pöllau. Auf den ersten beiden Laufkilometern formt der Bach einen ostwärts verlaufenden Graben, bevor er seinen einzigen linken Zufluss, den Quellbach ⊙, aufnimmt. Danach ändert sich die Fließrichtung auf Südost und der Kroisbach bildet die Grenze zwischen den zerstreuten Ortschaften Kroisbach und Hinteregg. Rechtsufrig (von Hinteregg) nimmt der Bach mehrere Zuflüsse auf, von denen der Hartgraben(bach) ⊙ der größte ist. Bei Laufkilometer 4,7 verengt sich der Graben zu einer Schlucht und der Bach bildet zwischen den Ausläufern des Buchkogels im Westen und dem Burgstaller Kogel im Osten die Schönauklamm. Bei Schönaudorf tritt der Kroisbach in das breite Pöllauer Tal hinaus und mündet nach Durchquerung der landwirtschaftlich geprägten Talsohle in die Pöllauer Safen. 

## Naturschutz
Der weitgehend in natürlichem und naturnahen Zustand verlaufende Kroisbach beherbergt vor allem an seinem Mittellauf eine Vielzahl an Tier- und Pflanzenarten. Besonders häufig kommt die Blauflügel-Prachtlibelle vor. Direkt im Bachwasser lassen sich Köcherfliegenlarven und Bachflohkrebs beobachten. Eine Fläche von 0,4 Hektar entlang des Bachufers in der Schönauklamm wurde mit April 2019 durch die Bezirkshauptmannschaft Hartberg-Fürstenfeld als Geschützter Landschaftsteil ausgewiesen.